# Niebieska linia (Liban)
Niebieska Linia (ang. Blue Line) – linia demarkacyjna wyznaczająca granicę izraelsko-libańską.
Przebieg granicy został opublikowany przez ONZ w dniu 7 czerwca 2000, po wycofaniu Sił Obronnych Izraela ze „strefy bezpieczeństwa” w południowym Libanie. Stanowi ona północną rubież Izraela i południową Libanu. Za jej bezpieczeństwo odpowiada misja pokojowa UNIFIL.

## Historia
I wojna izraelsko-libańska (1948-1949) spowodowała, że liczni palestyńscy uchodźcy napłynęli w 1948 do Libanu, doprowadzając do poważnych zmian demograficznych w tym państwie. W kolejnych latach wielokrotnie dochodziło do przygranicznych incydentów, w których palestyńscy terroryści atakowali cywilne cele w Izraelu. Z tego powodu w marcu 1978 Izraelczycy przeprowadzili operację „Litani”. Dalsza eskalacja przemocy doprowadziła do wybuchu wojny libańskiej (1982-1985). W jej trakcie wojska izraelskie wkroczyły do Bejrutu, zmuszając siły OWP do opuszczenia Libanu. Po zakończeniu wojny Izraelczycy utworzyli w południowym Libanie „strefę bezpieczeństwa”, za którą odpowiedzialność ponosiła Armia Południowego Libanu. Przyniosło to znaczne uspokojenie sytuacji, jednak miejsce Palestyńczyków bardzo szybko zajęły radykalne organizacje szyickie – Ruch Amal i Hezbollah. W odpowiedzi na coraz silniejszy ostrzał rakietowy terytorium Izraela, Izraelczycy przeprowadzili w lipcu 1993 operację „Odpowiedzialność”, a następnie w kwietniu 1996 operację „Grona Gniewu”. W dniu 3 stycznia 2000 rozpoczął się maraton rozmów izraelsko-syryjskich w Shepherdstown. Na czele izraelskiej delegacji stał premier Ehud Barak, a na czele syryjskiej delegacji Faruk asz-Szara. W rozmowach uczestniczyli prezydent Stanów Zjednoczonych Bill Clinton i sekretarz stanu Stanów Zjednoczonych Madeleine Albright. Rozmowy zakończyły się niepowodzeniem 11 stycznia. Odbiło się to niekorzystnie na sytuacji w „strefie bezpieczeństwa”, z której Izraelczycy planowali do 6 lipca 2000 wycofać wszystkie swoje wojska. Wtedy Armia Południowego Libanu miała stać się częścią libańskiej armii. W momencie załamania się rozmów izraelsko-syryjskich, dowództwo Armii Południowej Libanu uznało, że po odejściu Izraelczyków nie zdołają przetrwać w Libanie. W oddziałach nastąpiło rozprężenie i nagły rozpad jej oddziałów wojskowych – żołnierze zaczęli masowo opuszczać swoje jednostki. Niektórzy z nich uciekali do Izraela. W takiej sytuacji, w dniu 17 kwietnia 2000 premier Ehud Barak poinformował, że wycofywanie izraelskich wojsk ze „strefy bezpieczeństwa” zostanie przyśpieszone (ukończono 24 maja 2000 r.). Równocześnie libański rząd odmówił wzięcia odpowiedzialności za południową część swojego państwa. Obawiając się otwartej konfrontacji z siłami Hezbollahu nie wprowadzono oddziałów libańskiej armii na południe od rzeki Litani, odmawiając w ten sposób przejęcia kontroli nad granicą libańsko-izraelską. Działania te musiały podjąć siły pokojowe UNIFIL. Przebieg granicznej linii demarkacyjnej wyznaczono 7 czerwca 2000 w oparciu o Rezolucję Rady Bezpieczeństwa ONZ nr 425 z 19 marca 1978. Sekretarz generalny ONZ Kofi Annan poinformował 16 czerwca 2000, że Izrael zgodnie z Rezolucją Rady Bezpieczeństwa ONZ nr 425 wycofał swoje wojska z Libanu. Granica wytyczona przez ONZ znana jest jako tzw. Niebieska Linia.